# Kajláš Satjárthí
Kajláš Satjárthí (* 11. ledna 1954, Vidiša, Madhjapradéš, Indie) je indický bojovník za práva dětí. V indickém hnutí proti dětské práci se angažuje od 90. let 20. století. Jeho organizace, Bachpan Bachao Andolan (Hnutí za záchranu dětství), doposud vysvobodila podle odhadů více než 80 000 dětí z různých forem otroctví a zasloužila se o  jejich úspěšnou reintrodukci, rehabilitaci a vzdělání. Za svou činnost získal (spolu s Malálou Júsufzajovou) v roce 2014 Nobelovu cenu za mír.